# Покровська сільська рада (Мангушський район)
Покровська сільська рада — орган місцевого самоврядування у Мангушському районі Донецької області з адміністративним центром у c. Покровське.

## Населені пункти
Сільській раді підпорядковані населені пункти:
- c. Покровське
- с-ще Рибацьке
- с. Червоне
- с. Широка Балка

## Склад ради
Рада складається з 18 депутатів та голови.